# Retreat Passage
Retreat Passage är ett sund i Kanada.   Det ligger i Regional District of Mount Waddington och provinsen British Columbia, i den sydvästra delen av landet, 3 800 km väster om huvudstaden Ottawa.
I omgivningarna runt Retreat Passage växer i huvudsak barrskog. Trakten runt Retreat Passage är nära nog obefolkad, med mindre än två invånare per kvadratkilometer.